# Pacto Federal de 1291

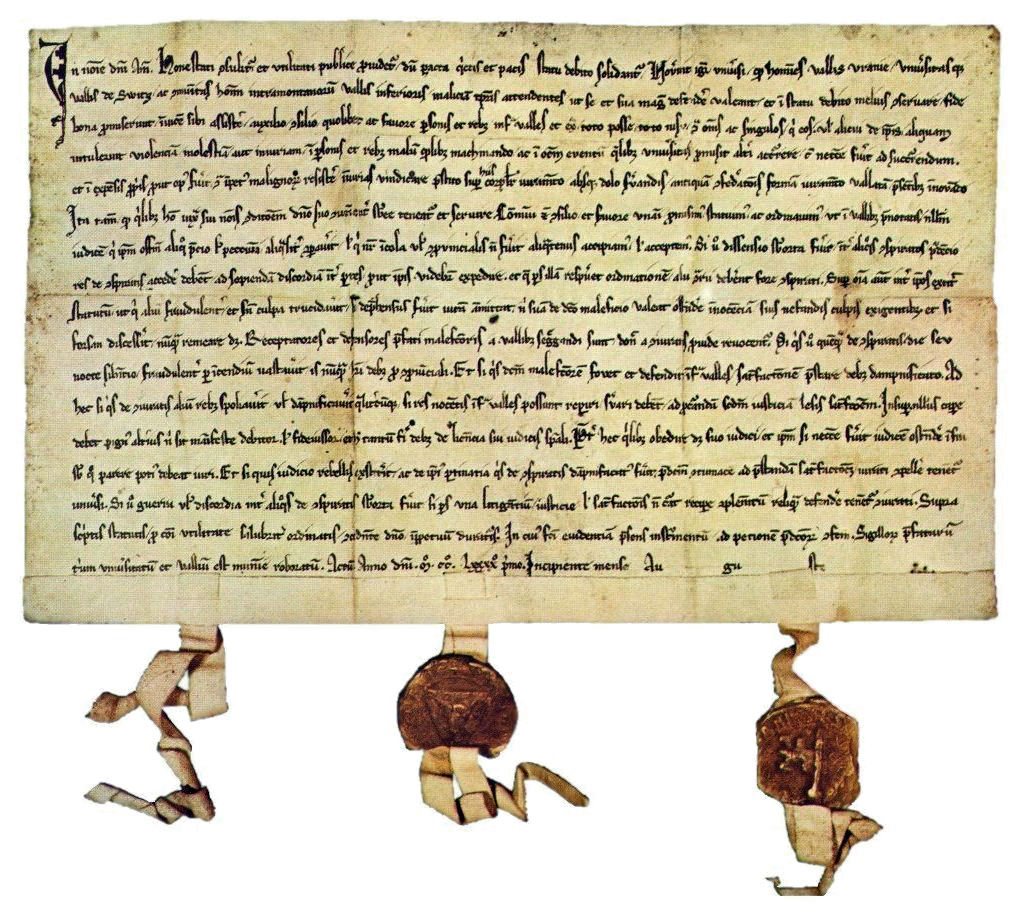
Pacto Federal de 1291.

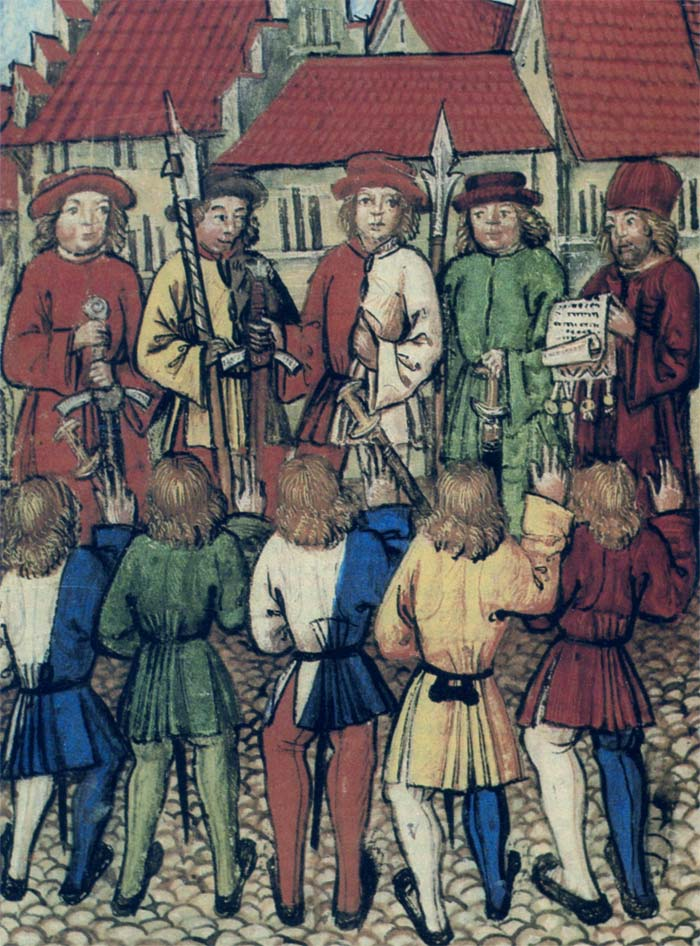
Lectura del Pacto Federal a los ciudadanos de Zúrich el 1 de mayo de 1351, en la que juraron lealtad a los representantes de Uri, Schwyz, Unterwalden y Lucerna (Luzerner Schilling, 1513).

El Pacto Federal (en alemán: Bundesbrief) documenta la Alianza eterna o la Liga de los tres cantones del bosque (en alemán Ewiger Bund der Drei Waldstätten), la unión de tres cantones en la actual Suiza central, formada a principios de agosto de 1291.
Esta primera confederación creció a través de muchas anexiones y alianzas hasta formar la moderna Suiza. El pacto se fraguó entre los pueblos alpinos de Uri, Schwyz y Unterwalden (homines vallis Uranie universitasque vallis de Switz ac communitas hominum Intramontanorum Vallis Inferioris). Los signatarios recibieron el nombre de conspirati o coniurati, traducido tradicionalmente en alemán como "Eidgenossen".
La liga se estableció con el propósito de defenderse ante los probables ataques tras la muerte de Rodolfo I de Habsburgo el 15 de julio de 1291. Antes de su muerte, los Habsburgo habían reclamado  Schwyz y Unterwalden y realizado varias intervenciones militares.
Los autores del texto no tenían intención de fundar un Estado, pues "cada uno sigue estando sujeto a su señor, como debe ser". El pacto era un tratado de asistencia mutua e incluía un esbozo de código penal. También preveía que en caso de surgir un conflicto entre comunidades, "los Confederados más sabios deben intervenir como mediadores para solucionar las diferencias".
La autenticidad del Pacto está cuestionada. La mayoría de los historiadores están de acuerdo en que fue redactado casi con toda probabilidad en el siglo XIV. En 1991, el Pacto fue datado mediante radiocarbono entre 1252 y 1312 (con una certeza del 85%). El documento no está, por tanto, relacionado con la emergencia del moderno Estado federal, como se había sugerido antes de la datación. En cambio, está relacionado con el capítulo 15 de la Bula de oro de 1356, mediante la cual Carlos IV de Luxemburgo proscribió cualquier conjura, confederación y conspiración, pensando particularmente en las alianzas entre ciudades (Städtebünde), pero teniendo en cuenta también otras ligas comunales que florecieron durante el movimiento comunal en la Europa medieval.